# Timotheos (helgon)
Timotheos, född 17 i Lystra, död 97 i Efesos, var en biskop och martyr. Han var Efesos förste biskop. Timotheos vördas som helgon i Romersk-katolska kyrkan, med minnesdag den 26 januari.

## Biografi
Timotheos far var grek och hans mor judinna. Timotheos omvändes till kristendomen av Paulus omkring år 47 och blev dennes vän och medhjälpare. Timotheos räknas som Efesos förste biskop. När Timotheos försökte hindra en hednisk procession till Dionysos ära, blev han fasttagen och stenad till döds.

### Webbkällor
- Agasso, Domenico. ”San Timoteo, vescovo” (på italienska). Santi e Beati. Arkiverad från originalet den 27 januari 2021. https://archive.md/g08CV. Läst 27 januari 2021.
- ”Saint Timothy” (på engelska). CatholicSaints.Info. Arkiverad från originalet den 27 januari 2021. https://archive.md/XDMhJ. Läst 27 januari 2021.